# Uno (film)
 For alternative betydninger, se Uno. (Se også artikler, som begynder med Uno)
UNO er en norsk film fra 2004. Aksel Hennie var både instruktør og hovedrolleindehaver. Handlingen i filmen foregår i Oslo. 

## Handling
Uno handler om forholdet mellem de tre unge, den 25-årige David (Aksel Hennie), Morten (Nicolai Cleve Broch) og Lars (Martin Skaug). David (Aksel Hennie) må vælge mellem at være loyal over for sine venner i træningscenteret, eller at sladre om dem for at få lov til at møde sin far på dødslejet.

## Rolleliste
| Rolle    | Skuespiller            |
| -------- | ---------------------- |
| David    | Aksel Hennie           |
| Morten   | Nicolai Cleve Broch    |
| Jarle    | Bjørn Floberg          |
| Mona     | Liv Bernhoft Osa       |
| Kjetil   | Espen Juul Kristiansen |
| Lars     | Martin Skaug           |
| Khuram   | Ahmed Zeyan            |
| Jennifer | Thuy Tran              |

## Priser og nomineringer
- 2005 Vinder af Amanda for Årets instruktion
- 2005 Nomineret til Amanda for Årets mandlige skuespiller
- 2005 Nomineret til Amanda for Årets norske biograffilm
- 2005 Nomineret som European Discovery of the Year på European Film Awards
- 2005 Vinder af Grand Jury Prize på Rouen Nordic Film Festival
- 2004 Nomineret til Amanda for Best Nordic Newcomer
- 2004 Vinder af Prize of the Ecumenical Jury på Lübeck Nordic Film Days
- 2004 Vinder af FIPRESCI-prisen på Molodist International Film Festival